# Meore Yirguli
Meore Yirguli (en georgiano: მეორე ჯირღული) o Aqybatui Yirgul (en abjasio: Аҩыбатәи Џьырӷәыл) es una aldea que pertenece a la parcialmente reconocida República de Abjasia, dentro del distrito de Ochamchire, aunque de iure es parte del municipio de Ochmachire de la República Autónoma de Abjasia de Georgia.

## Geografía
Meore Yirguli está en el sur de los montes de Kodori, a 22 km de Ochamchire. La aldea se administra desde el pueblo de Gvada.  